# Timothy Allen
Timothy Allen, né le 26 mai 1971 à Tonbridge, Kent, est un photojournaliste anglais surtout connu pour ses reportages et photographies ethnographiques.

## Biographie
Timothy Allen a grandi à Tonbridge et, après avoir obtenu son diplôme de l'Université de Leeds, il a vécu en Indonésie pendant les années 1990. Il était un photographe à The Independent de 1999-2006, période durant laquelle il a reçu de nombreux prix pour ses photographies, y compris des Arts Photographes de l'année décerné par le Premier Ministre britannique, Tony Blair. Il a été un membre d'Axiom Agence de photographie depuis 2002 et a travaillé avec les peuples autochtones à travers le monde, plus largement en Inde et Asie du Sud-Est. Il a reçu 6 Photo Editors' Awards[réf. nécessaire].

## Séries
- Forget your Past[1],[2]